# Silpha tristis

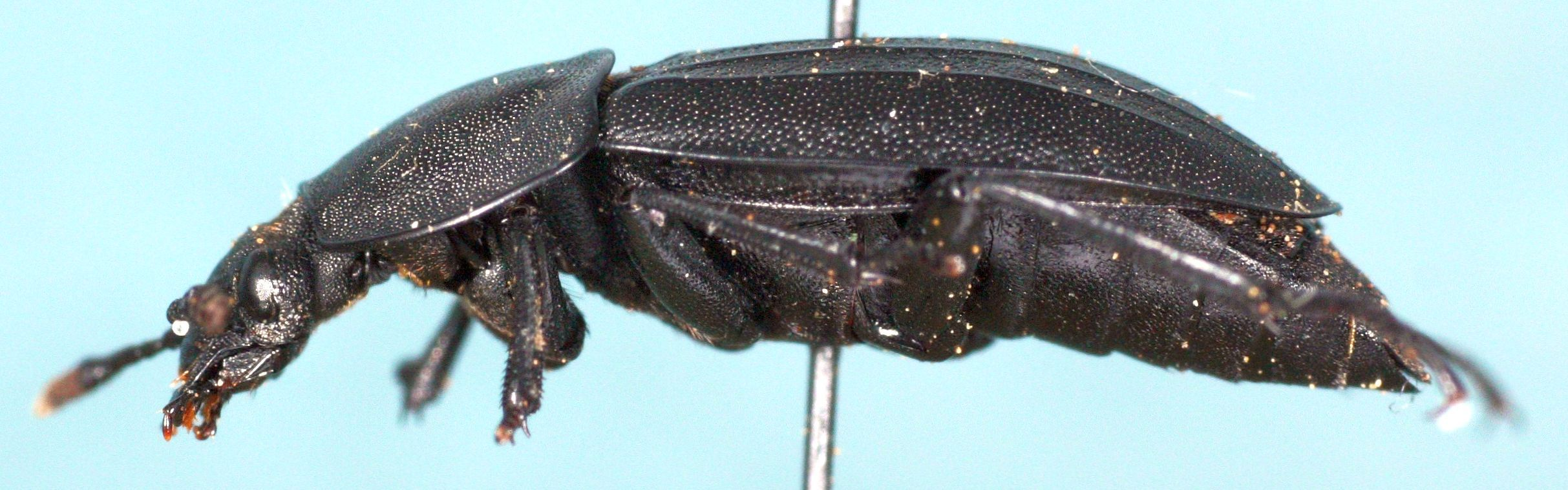
Seitenansicht

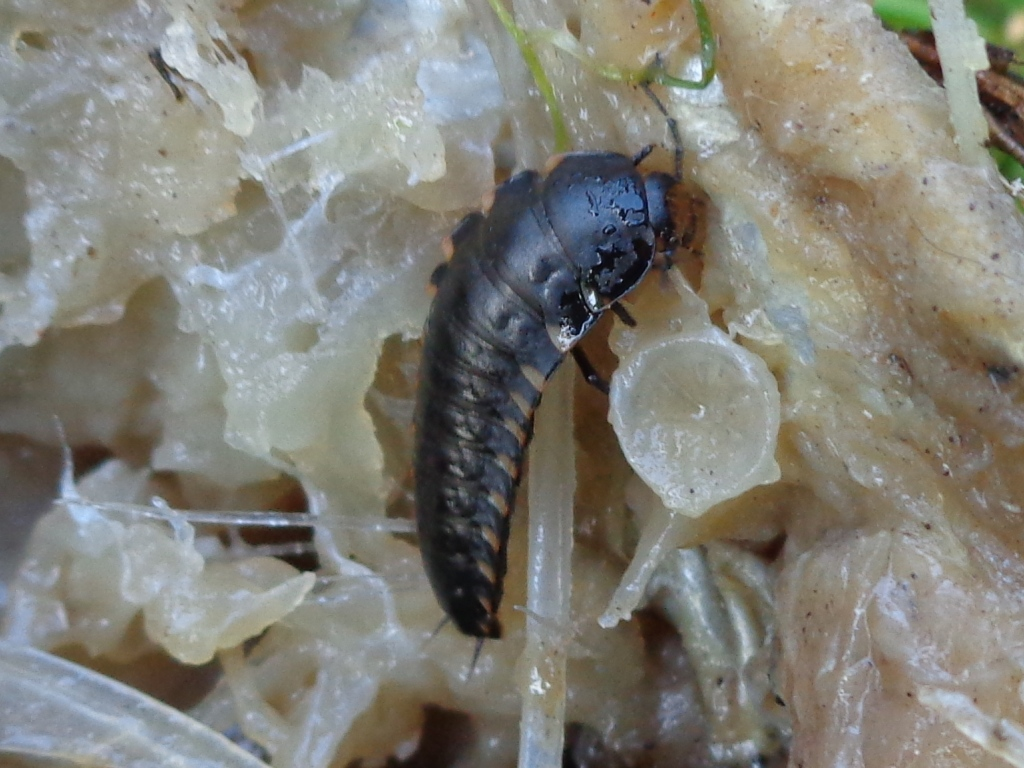
Larve

Silpha tristis ist ein Käfer aus der Familie der Aaskäfer (Silphidae).

## Merkmale
Die schwarzen oval-elliptisch geformten Käfer besitzen eine Körperlänge von 13–17 mm. Der breite Halsschild bedeckt die Basis der Flügeldecken mehr oder weniger. Über die Flügeldecken verlaufen drei gleich ausgeprägte glänzende Rippen. Der Seitenrand der Flügeldecken ist relativ schmal abgesetzt und fällt hinten flach ab.

## Verbreitung
Die Aaskäferart kommt in weiten Teilen Europas vor. Ihr Vorkommen reicht im Süden bis nach Nordafrika und im Osten über Kleinasien bis in den Mittleren Osten (Iran). In Mitteleuropa kommt die Art überall vor, gilt jedoch als nicht häufig. Sie kommt in Deutschland im Norden häufiger vor als im Süden. In Nordamerika wurde die Art eingeschleppt und hat sich in der ostkanadischen Provinz Québec etabliert.

## Lebensweise
Die Käfer beobachtet man von April bis Oktober. Sowohl die ausgewachsenen Käfer als auch die Larven ernähren sich hauptsächlich von Aas. Daneben werden verschiedene Insekten, Würmer und Schnecken vertilgt. Die Art bevorzugt weniger schattige Standorte.